# Suffrage Atelier
Suffrage Atelier ou l’Atelier du suffrage, est un collectif d'artistes en campagne pour le droit de vote des femmes en Angleterre.

## Histoire
En février 1909, les militants et artistes Laurence Housman, Clemence Housman et Alfred Pearse, fondent le Suffrage Atelier. Clemence Housman est une écrivaine, illustratrice et graveuse sur bois. Son frère Laurence Housman  est un poète et écrivain de fantaisie,.
Le Suffrage Atelier, qui devient une entité politique majeure, accepte comme membres des artistes femmes spécialisées dans les arts graphiques, et des écrivains professionnels. Le collectif encourage également les artistes non professionnels à soumettre des travaux, et leur verse un petit pourcentage sur les bénéfices.
Les membres hommes et femmes sont ainsi encouragés à soumettre des œuvres d'art, des affiches et des cartes postales, des travaux d'artisanat et des dons,. Ils peuvent également participer à l’organisation d’ateliers, de concours et d’expositions. Parmi ses membres, l'atelier compte notamment l'artiste et militante Hilda Dallas.
L’Atelier du Suffrage tient une première réunion publique à Londres en février 1909, et se présentent alors comme une "Société des arts et métiers travaillant pour l'émancipation des femmes".
La ligne politique et créative du collectif est de ne produire que ce qui peut être rapidement reproduit et diffusé. Les artistes utilisent principalement l'impression à la planche, tant en bois que sous forme de linogravure,.
Membre très respectée de l’Union sociale et politique des femmes (UPMS), Clemence Housman contribue à ce que la majeure partie des productions de l'Atelier du Suffrage soit distribuée dans les points relais de l'UPMS, et publiée dans les journaux nationaux,.
À partir de 1912, la secrétaire du Suffrage Atelier est l'infirmière, journaliste et militante Katharine Gatty.

## Galerie

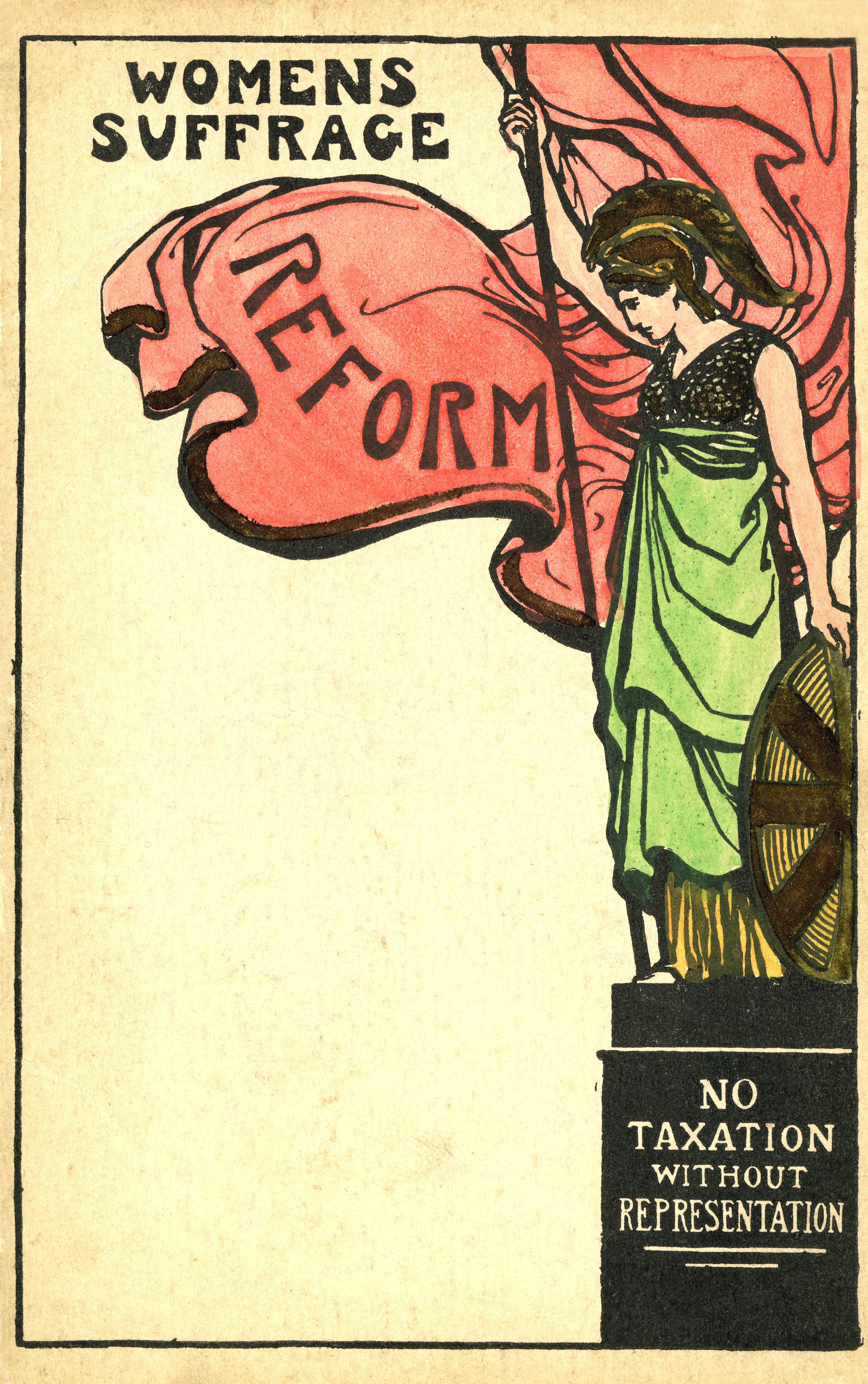
Carte postale, imprimée, carton, image et texte noir colorés à la main en rouge, vert et jaune, fond blanc, produite par le Suffrage Atelier.
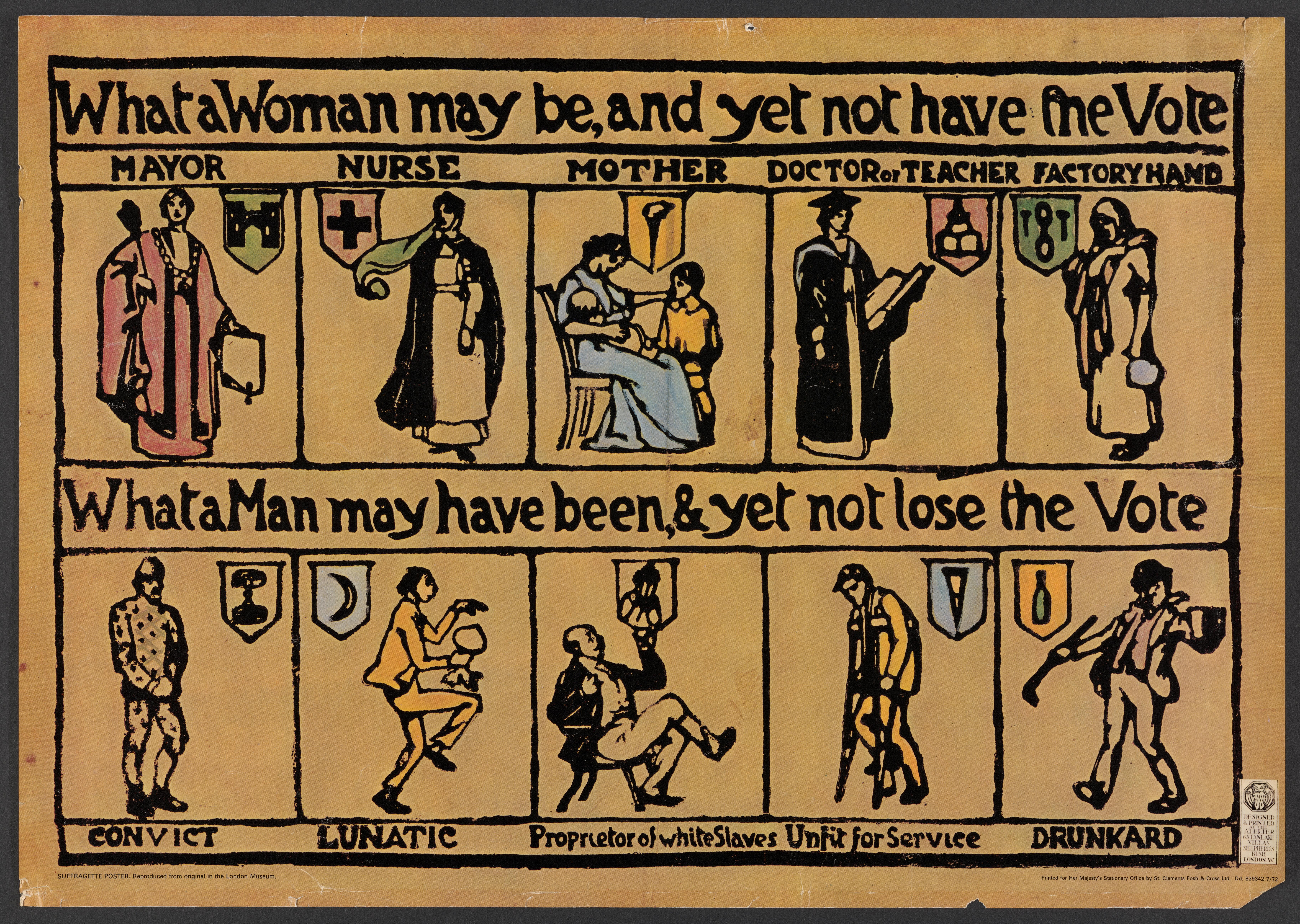
"What a woman may be and yet not have the vote", création du Suffrage Atelier.
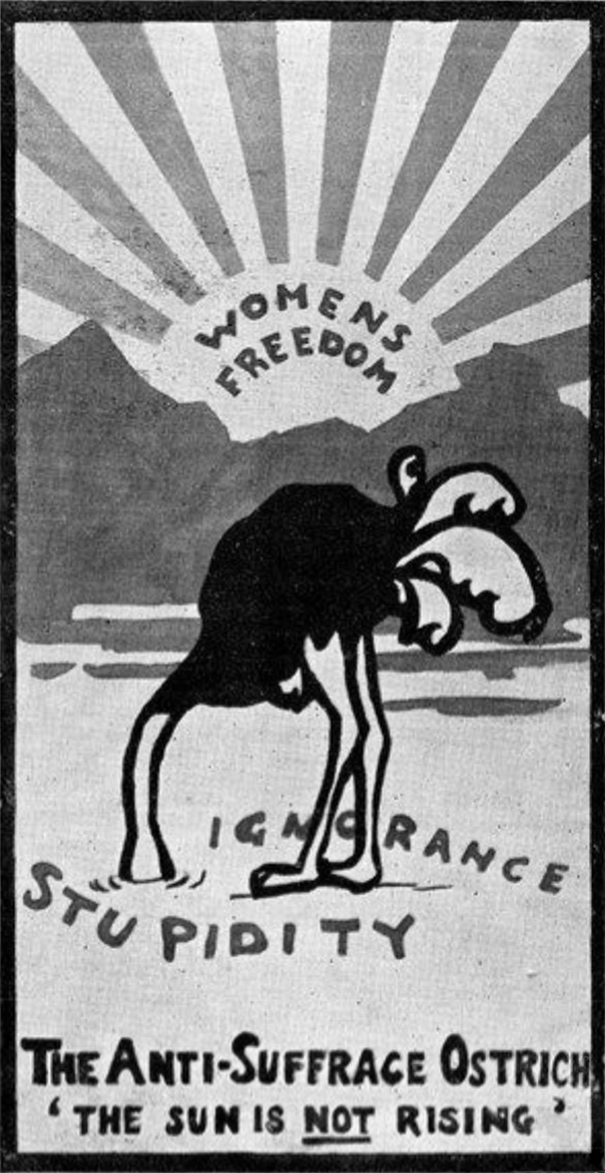
Carte postale, imprimée, carton, image monochrome, texte noir et gris, bordure blanche, produite par l'Atelier du Suffrage.
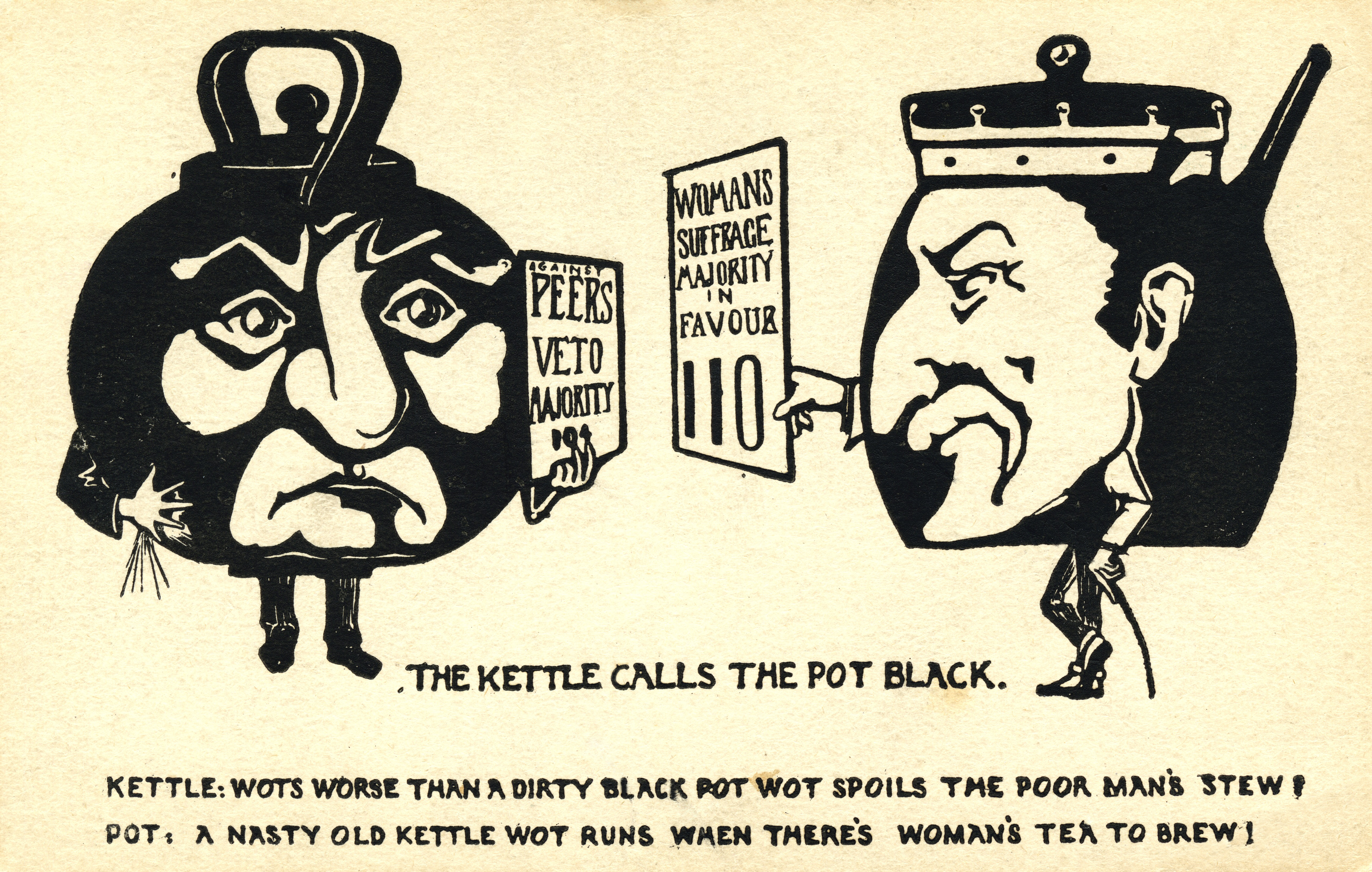
Carte postale, imprimée, carton, image et texte en noir, fond blanc par le Suffrage Atelier.
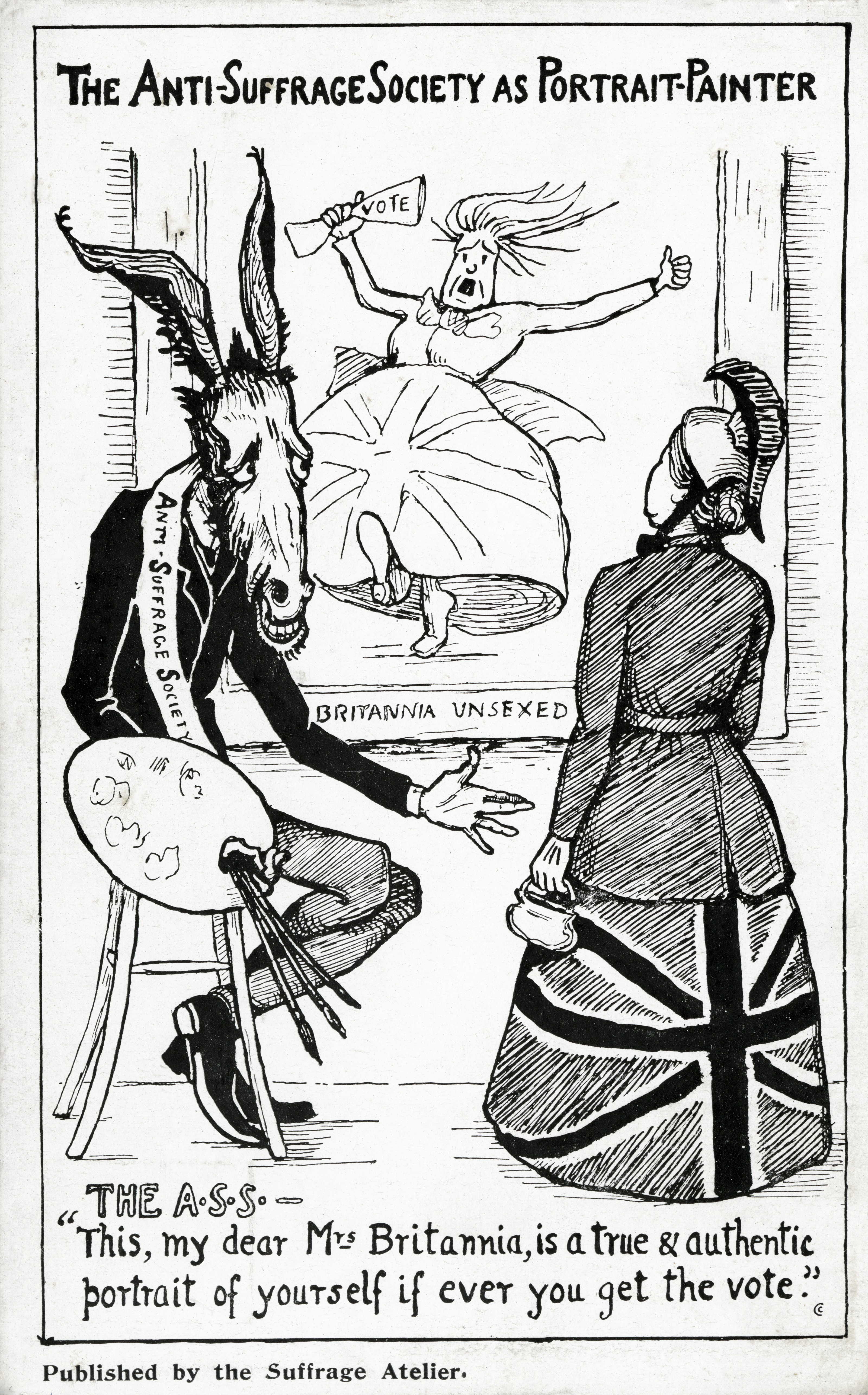
Carte postale, imprimée, carton, image en noir et blanc, texte en noir, fond blanc, produite par l'Atelier du Suffrage.